# 김종화
김종화(金鍾和, 1959년 8월 5일 ~ )는 한국은행 부총재보를 거쳐 2013년에 금융결제원 원장으로 선임된 대한민국의 금융인이다. 

## 학력
- 부산동성고등학교
- 서울대학교 경제학과
- 미시간 대학교 대학원 경제학 박사

## 경력
- 한국은행 금융경제연구소 전문연구역
- 한국은행 자금부 금융기획과, 금융시장실, 통화운영과 조사역
- 한국은행 뉴욕사무소 조사역
- 한국은행 외화자금국 운용3팀, 운용전략팀 팀장
- 한국은행 대전충남본부 팀장
- 한국은행 금융시장국 시장운영팀장
- 한국은행 국제국 국장
- 한국은행 부총재보
- 금융결제원 원장
- 연세대학교 강의 준
- 서강대학교 강의 중
- 부산국제금융진흥원 원장
- 2024년 4월 ~: 한국은행 금융통화위원회 위원

## 참고 자료
- 김종화 네이트 인물검색